# (21888) Ďurech
(21888) Ďurech, désignation internationale (21888) Durech, est un astéroïde de la ceinture principale.

## Description
(21888) Durech est un astéroïde de la ceinture principale. Il fut découvert le 29 octobre 1999 à la station Anderson Mesa par le programme LONEOS. Il présente une orbite caractérisée par un demi-grand axe de 3,06 UA, une excentricité de 0,03 et une inclinaison de 9,2° par rapport à l'écliptique.

## Compléments